# Фракійська гробниця у Свештарах
43°44′42″ пн. ш. 26°45′59″ сх. д. / 43.744964° пн. ш. 26.7663° сх. д.
Фракійська гробниця в Свештарах — розташована за 2,5 км на північний захід від села Свештари в північно-східній частині Болгарії. Об'єкт Світової спадщини ЮНЕСКО з 1985 року.
Фракійська гробниця в Свештарах відкрита в 1982 році при розкопках городища. Датується III століттям до нашої ери. Споруджувалася, імовірно, для фракійського правителя племені гетів та його дружини. У радіусі 2-х кілометрів знайдено ще 26 курганів різних розмірів і весь цей район оголошений археологічним заповідником.

## Опис конструкції та декору
Гробиця складається з коридору та трьох камер: прихожої, бічного приміщення та похоронної камери, які перекриті напівциркульним склепінням. Вхід до неї прикрашено колонами іонічного ордеру, на яких лежить плита з рельєфним фризом із стилізованих вовчих голів, розеток та гірлянд.
Архітектурний декор мавзолею вважається унікальним: на стінах багатоколірні рослинні малюнки і химерних форм каріатиди.
Десять жіночих фігур, вирізаних на стінах центральної похоронної камери, унікальні і ніколи не зустрічалися у фракійських землях. Вони стоять з піднятими руками, одягнені у довгі дрібно плісировані сукні без рукавів та зав'язаними під грудьми поясом. Збереглися плями темно-коричневої фарби на волоссі, обличчях та сукнях скульптур, що свідчить, що первісно вони були розфарбовані. По статуям каріатид та сцені зображеній у люнеті під склепінням, помітно, що ані скульптори, ані художники не встигли завершити роботу. Це може свідчити, що володар, для якого будувалася гробниця несподівано помер. Руки деяких каріатид виконані грубо, а малюнок окреслено лише чорною крейдою.
Пластичне оздоблення гробниці свідчення контактів фракійців з давніми еллінами.
По кістках, розкиданих у мавзолеї, відновлені скелети молодої жінки і двох чоловіків — молодого і літнього. Третя, бічна кімната гробниці, призначена для зберігання дарів, виявилася порожньою. Вважається, що мавзолей розграбований, однак невідомо коли саме і чому грабіжники, винісши скарби, зацементували за собою вхід до гробниці.
У будівництві гробниці застосована характерна для фракійців «суха», без будь-яких скріплюючих розчинів, кладка, причому вапнякові плити підігнані настільки щільно, що в щілину не проходить лезо ножа.